# Mediavagina latridis
Mediavagina latridis är en plattmaskart som först beskrevs av E.L. Lebedev 1967.  Mediavagina latridis ingår i släktet Mediavagina och familjen Capsalidae. Inga underarter finns listade i Catalogue of Life.